# Segismundo Moret
Segismundo Moret Prendergast, född den 2 juni 1838 i Cádiz, död den 28 januari 1913 i Madrid, var en spansk politiker.
Moret blev professor i Madrid och gjorde sig känd som nationalekonomisk och finanspolitisk författare och högt uppburen föreläsare i Ateneo. (Föreläsningarna publicerades under titeln Estudios financieros.) Efter revolutionen 1868 slöt han sig till det demokratiska partiet, blev under Prim understatssekreterare i inrikesdepartementet och 1869 kolonialminister samt vidtog som sådan flera viktiga åtgärder, exempelvis upphävandet av slaveriet. Under kung Amadeus blev han finansminister (1872), sedan ambassadör i London. Han stiftade det parti, som kallades "de dynastiskt sinnade", och lyckades under Alfons XII bilda en ministär, vari han var finansminister. Efter Alfons XII:s död slöt han sig till Sagasta, i vars ministärer han successivt innehade flera portföljer. Han var sålunda 1886 och 1893 utrikes-, 1888, 1891 och 1902 inrikes- och 1897 kolonialminister samt 1901 deputeradekammarens president. Under det kubanska upproret tillrådde han att bevilja Antillerna självstyrelse, vilket också skedde, men för sent. Kriget mot Amerika avrådde han. Efter Mauras störtande (1909) var Moret en kort tid samma år åter konseljpresident, och efter mordet på José Canalejas (november 1912) blev han deputeradekammarens talman. 